# 英格·伯丁
英格·伯丁（德語：Inge Bödding，1947年3月29日—），生于汉堡，德国女子田径运动员。她曾代表西德参加1972年夏季奥林匹克运动会田径比赛，获得女子4×400米接力铜牌。